# الدوري الصربي لكرة القدم 2016–17
الدوري الصربي لكرة القدم 2016–17 (بالصربية: Суперлига Србије у фудбалу 2016/17.)‏ هو الموسم 11 من  الدوري الصربي لكرة القدم. أقيم خلال الفترة 22 يوليو 2016 وحتى 21 مايو 2017، وأشرف على تنظيمه اتحاد صربيا لكرة القدم، وكان عدد الأندية المشاركة فيه  16، وفاز فيه نادي بارتيزان.